# Saint-Péray
Saint-Péray (okcitansko Sant Pèire d'Ai je naselje in občina v jugovzhodnem francoskem departmaju Ardèche regije Rona-Alpe. Leta 2007 je naselje imelo 7.002 prebivalca.

## Geografija
Kraj se nahaja v pokrajini Languedoc ob reki Mialan na zahodnem robu doline Rone, 5 km zahodno od Valence. Nad krajem se dviga hrib Crussol, na katerem se nahajajo razvaline istoimenskega gradu.

## Uprava
Saint-Péray je sedež istoimenskega kantona, v katerega so poleg njegove vključene še občine Alboussière, Champis, Châteaubourg, Cornas, Guilherand-Granges, Saint-Romain-de-Lerps, Saint-Sylvestre, Soyons in Toulaud s 25.693 prebivalci.
Kanton je sestavni del okrožja Tournon-sur-Rhône.

## Zgodovina
Kraj je bil verjetno ustanovljen konec 14. stoletja, ko so prebivalci zapustili utrdbo Crussol in se naselili ob reki Mialan. Nova vas je ime dobila po lokalnem svetniku Petru d'Ayju. Med francosko revolucijo se je začasno preimenovala v Péray Vin Blanc (po belem vinu).

## Pobratena mesta
- Asso (Lombardija, Italija),
- Groβ-Umstadt (Hessen, Nemčija),
- Santo Tirso (Portugalska.